# Apiospora camptospora
Apiospora camptospora är en svampart som beskrevs av Penz. & Sacc. 1897. Apiospora camptospora ingår i släktet Apiospora och familjen Apiosporaceae.   Inga underarter finns listade i Catalogue of Life.